# Gerhard Mayer
Gerhard Mayer, född 20 maj 1980, är en friidrottare från Österrike. Han deltog vid olympiska sommarspelen 2008 och olympiska sommarspelen 2012.